# 元楽尚
元 楽尚（げん らくしょう、565年 - ?）は、中国北周の宣帝の皇后のひとり。本貫は河南郡洛陽県。

## 経歴
元晟の次女として生まれた。579年6月、15歳で選抜されて宮中に入り、貴妃となった。7月、天右皇后に立てられた。580年2月、天右大皇后に改められた。5月、宣帝が死去すると、出家して尼となり、華勝と改名した。『北史』によると、唐の貞観年間には陳月儀とともに生存していた。
楽尚の父の元晟は、西魏の宗室として開府儀同三司の位を受けた。579年7月、皇后の父として位は上柱国に進み、翼国公に封ぜられた。

## 伝記資料
- 『周書』巻九 列伝第一 皇后
- 『北史』巻十四 列伝第二 后妃下